# Рош-сюр-Линот-э-Соран-ле-Кордье
Рош-сюр-Лино́т-э-Сора́н-ле-Кордье́ (фр. Roche-sur-Linotte-et-Sorans-les-Cordiers) — коммуна во Франции, находится в регионе Франш-Конте. Департамент — Верхняя Сона. Входит в состав кантона Монбозон. Округ коммуны — Везуль.
Код INSEE коммуны — 70449.

## География
Коммуна расположена приблизительно в 330 км к юго-востоку от Парижа, в 30 км северо-восточнее Безансона, в 17 км к югу от Везуля.
По территории коммуны протекает река Линот (фр. Linotte). Около половины территории коммуны покрыто лесами.

## История
Коммуна была образована в 1808 году в результате слияния коммун Рош-сюр-Линот и Соран-ле-Кордье.

## Население
Население коммуны на 2010 год составляло 72 человека.
| 1962 | 1968 | 1975 | 1982 | 1990 | 1999 | 2010 |
| ---- | ---- | ---- | ---- | ---- | ---- | ---- |
| 95   | 96   | 80   | 78   | 82   | 76   | 72   |

## Экономика

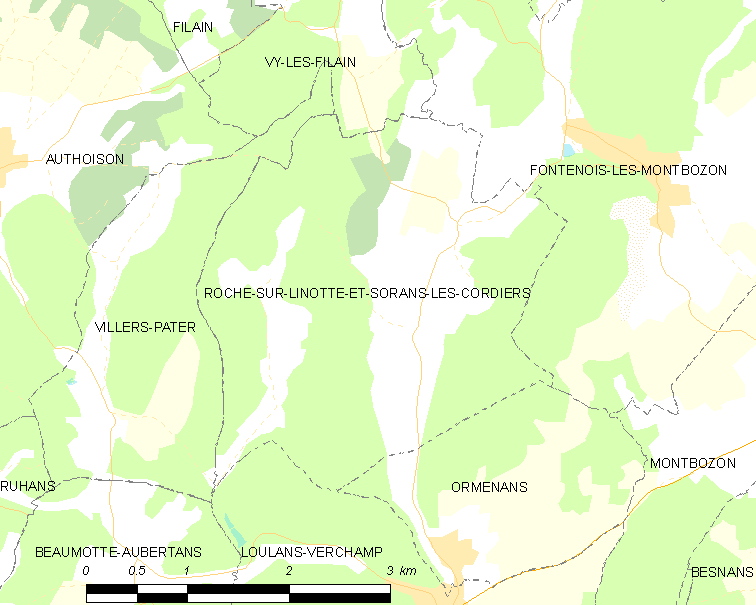
Карта коммуны

В 2010 году среди 51 человека трудоспособного возраста (15—64 лет) 40 были экономически активными, 11 — неактивными (показатель активности — 78,4 %, в 1999 году было 77,1 %). Из 40 активных жителей работали 33 человека (17 мужчин и 16 женщин), безработных было 7 (1 мужчина и 6 женщин). Среди 11 неактивных 4 человека были учениками или студентами, 5 — пенсионерами, 2 были неактивными по другим причинам.